# オグ・マンディーノ
オグ・マンディーノ（Og Mandino, 1923年12月12日 - 1996年9月3日）は、アメリカ合衆国の自己啓発書作家、小説家、講演家。「世界中で最も多くの読者をもつ自己啓発書作家」と呼ばれたベストセラー作家。"セールスマンのグル"などとも形容される。
高校卒業後の4年間を空軍で活躍したのち、生命保険会社に勤務した。その後、シカゴの「サクセス・アンリミテッド・マガジン」の編集長となり、1976年まで同社代表を務めた。そのかたわら、1968年に『地上最強の商人』を執筆し、作家としてデビューした。以後、『この世で一番の奇跡』など続々とベストセラーを発表し、著書は世界22か国で3600万部を売り上げた。

## 生涯
1923年12月12日、米国マサチューセッツ州ボストン市ボストン生まれ。両親はともに移民で、父はイタリア系、母はアイルランド系。 本名はAugustine Anthony Mandino。ハイスクール時代の学校新聞で「AUG」と署名した。書いてから変えたいと思い、発音どおり「OG」と綴りその後習慣になった。このことは「この世で一番の奇跡」で本人が語っている。
マンディーノは母親から作家になることを勧められていた。高校で学校新聞の編集者になり、ミズーリ大学でジャーナリズムを学ぶことを目指して準備をする。しかし1940年の夏、まもなく大学入学という時に母親が死去したため、大学に進学を諦め、製紙工場での勤務を始める。
1942年、アメリカ合衆国陸軍航空師団に入隊。第二次世界大戦中にB-24でドイツに30回特務飛行をする。メダルをいくつかもらい、帰国する。
ニューヨークで作家を目指すがうまくいかず、生まれ故郷のニューイングランドに戻り、生命保険の販売の職について結婚する。その後、借金などのせいでアルコールの問題をかかえるようになり、妻子は去り、仕事と家を失う。自殺を考えたが、ノーマン・ヴィンセント・ピール、ナポレオン・ヒル、エルバート・ハバード、マックスウェル・モルツ、ドロシー・ブランド・パーシー・ホワイトニング、ラッセル・コーンウェルなど、成功哲学の本を読むようになり、立ち直る。W・クレメント・ストーンの本と出会い、その下で働こうとアメリカ・コンバイン保険会社ボストン支社にて職につく。 1957年12月9日に再婚し、販売部長に昇進してメイン州北部を担当するようになった。コンバイン社のシカゴの販売促進部に移り、保険販売の意欲促進に関する資料の作成に1年ほど携わる。 
その後、短い記事を書くようになり、『地上最強の商人』を刊行する。 
1965年、サクセス・アンリミテッド・マガジン社編集長。
1972年〜1976年、同社代表。 
1976年から著作・講演を中心に活動。 
1983年、全国講演者協会から講演者に対する最高の栄誉であるCPAE賞を授けられる。 
1983年、ナポレオン・ヒル・ゴールドメダル賞の初受賞者となる。 
1984年、"国際的な演説家の殿堂"入りを果たす（レッド・モトレイ、リチャード・デヴォス、ビル・ゴーヴ、カヴェット・ロバート、ノーマン・ヴィンセント・ピールなどについで14番目）
1989年3月3日、「オグ・マンディーノの日」アリゾナ市にて定められる。 
70歳誕生日前、定期検診にて前立腺癌が見つかる。手術、トラブル、心臓切開手術。 
1995年春、心内膜炎にて再入院。 
1996年9月3日、急逝。

## 著書
- The Greatests Salesman in the World 『地上最強の商人』1968年
- The greatest miracle in the world 『この世で一番の奇跡』1975年
- The Gift of Acabar(and BUDDY　KAYE)『星のアカバール』バディ・ケイ共著、1978年
- The Christ Commission『キリスト・コミッション』1980年
- The Greatest Success in the World『人生は素晴らしいものだ』1981年
- University of Success『成功大学』1982年
- THE CHOICE『あなたに成功をもたらす人生の選択』1984年
- Mission:Success!『きっと飛べると信じてた』1986年
- The Greatests Salesman in the World PartⅡThe End of the Story『地上最強の商人2』1988年
- The return of ragpicker『この世で一番の贈り物』1992年
- The twelfth angel 『十二番目の天使』1993年
- THE SPELLBINDER'S　GIFT『ことばの魔術師からの贈り物』1995年
- Secrets for Success and Happiness『幸せを探す日記』1995年
- The greatest mystery in the world 『この世で一番のメッセージ』1997年
- The Greatest Secret in the World
- A Better Way to Live